# Renesse
Renesse (51° 44′ N, 3° 46′ L) é uma cidade dos Países Baixos, na província de Zelândia. Renesse pertence ao município de Schouwen-Duiveland, e está situada a 28 km, a oeste de Hellevoetsluis.
Renesse é um popular lugar turístico com serviços de ônibus gratuitos na área (no verão apenas).
Em 2007, a cidade de Renesse tinha 1574 habitantes. A área urbana da cidade é de 0.78 km², e tem 687 residências. 
A área de Renesse, que também inclui as partes periféricas da cidade, bem como a zona rural circundante, tem uma população estimada em 1510 habitantes.